# Präsidentschaftswahl in Kasachstan 2011
Die Präsidentschaftswahl in Kasachstan fand am 3. April 2011 statt. Ursprünglich vorgesehen war die Wahl planmäßig für das Jahr 2012, wurde aber um ein Jahr vorverlegt, nachdem es zuvor die Absicht gab, die Amtszeit des Präsidenten Nursultan Nasarbajew durch ein Referendum bis 2020 zu verlängern. Als Sieger der Wahl, die laut OSZE internationale Standards nicht erfüllte, ging der bisherige Amtsinhaber Nasarbajew hervor, der 96 Prozent aller Stimmen gewann. 

## Hintergrund
Der Vorzug der kasachischen Präsidentschaftswahl von Dezember 2012 auf den 3. April 2011 wurde am 31. Januar 2011 bekannt gegeben. Es war bereits die dritte außerplanmäßige Wahl des kasachischen Präsidenten seit der Unabhängigkeit des Landes, die alle von Nursultan Nasarbajew gewonnen wurden. Zuvor hatte es die Absicht gegeben, Nasarbajews Amtszeit vorzeitig zu verlängern. Am 27. Dezember 2010 wurde von einer Bürgerinitiative bei der Zentralen Wahlkommission der Vorschlag eingereicht, die Amtszeit von Nursultan Nasarbajew ohne Wahl bis zum Jahr 2020 zu verlängern. Auf diese Initiative hin arbeiteten die beiden Kammern des Parlaments, die Mäschilis und der Senat, eine Verfassungsänderung aus, die damit begründet wurde, dass es „keine Alternative zu Nasarbajew [gäbe], Wahlen wären daher reine Geldverschwendung“. Nasarbajew selbst lehnte die Gesetzesänderung ab und der kasachische Verfassungsrat erklärte sie schließlich für verfassungswidrig.
Das geplante Referendum stieß international auf Kritik, nicht zuletzt deswegen, weil Kasachstan erst 2010 den OSZE-Vorsitz innehatte. Der deutsche Regierungssprecher Steffen Seibert sagte, „[e]ine solche Verlängerung der Amtszeit ohne Wahlen um zehn Jahre widerspräche den Prinzipien der Demokratie und der guten Regierungsführung, die Kasachstan nach außen hin propagiere.“ Die Botschaft der Vereinigten Staaten bezeichnete das Vorhaben als einen Rückschlag für die Demokratie und erklärte: „Wir denken, dass es wichtig ist, dass Kasachstans Regierung und Bürger ihre internationalen Verpflichtungen einlösen und fortfahren sich um freie und faire Wahlen zu bemühen.“
Nach dem Scheitern des Referendums wurde der Vorzug der Präsidentschaftswahl bekannt gegeben. Als offizielle Begründung wurde angeführt, dass im Jahr 2012 ansonsten die Parlaments- und die Präsidentschaftswahl zusammenfallen würden und dies eine zu große Belastung für Organisatoren und Wähler gewesen wäre. Die Ankündigung fiel kurz nach Beginn des Arabischen Frühlings und man könnte Auswirkungen und Proteste auch in Kasachstan befürchtet haben.

## Kandidaten
Den Kandidaten um das Präsidentenamt blieb nach Bekanntgabe einer vorzeitigen Wahl nur knapp zwei Monate, um sich auf die Wahl vorzubereiten und Wahlkampf zu betreiben. Bekannte Oppositionspolitiker wie  Bulat Abilow oder Wladimir Kaslow sagten ihre Teilnahme ab und riefen zum Boykott der Wahl auf. Alle weiteren Bewerber zogen ihre Kandidatur freiwillig zurück oder scheiterten an dem obligatorischen Kasachisch-Sprachtest, sodass nur drei Gegenkandidaten übrig blieben: Ghani Qassymow von der Patriotenpartei, Schambyl Achmetbekow von der Kommunistischen Volkspartei und der Umweltaktivist Mels Jeleussisow.

## Ergebnisse
Wahlergebnis:
| Kandidat                        | Partei                                 | Stimmen   | Anteil   |
| ------------------------------- | -------------------------------------- | --------- | -------- |
| Nursultan Nasarbajew            | Nur Otan                               | 7.850.958 | 95,55 %  |
| Ghani Qassymow                  | Partei der Patrioten Kasachstans       | 159.036   | 1,94 %   |
| Schambyl Achmetbekow            | Kommunistische Volkspartei Kasachstans | 111.924   | 1,36 %   |
| Mels Jeleussisow                | Tagibat                                | 94.452    | 1,15 %   |
| Gesamt (Wahlbeteiligung 89,5 %) | Gesamt (Wahlbeteiligung 89,5 %)        | 8.216.370 | 100,00 % |

## Kritik
Die Organisation für Sicherheit und Zusammenarbeit in Europa (OSZE) hatte Kritik an der Wahl geäußert, da sie demokratische Standards nicht erfüllte. Im Vorfeld der Wahl war auch die Presse- und Versammlungsfreiheit nicht gewährleistet worden. Die Auszählung der Stimmen war nicht transparent und in einigen Fällen sollen zusätzliche Wahlzettel in die Urnen gesteckt worden sein. Auf einigen Wählerlisten wurden zum Teil identische Unterschriften festgestellt. Lokale Behörden hatten in den Wahlprozess eingegriffen, um die Wahlbeteiligung zu erhöhen; ein Beamter wurde wegen einer Rechtsverletzung entlassen. In einigen Fällen wurden die internationalen Wahlbeobachter in ihrer Tätigkeit eingeschränkt und behindert.